# 戸賀崎暉芳

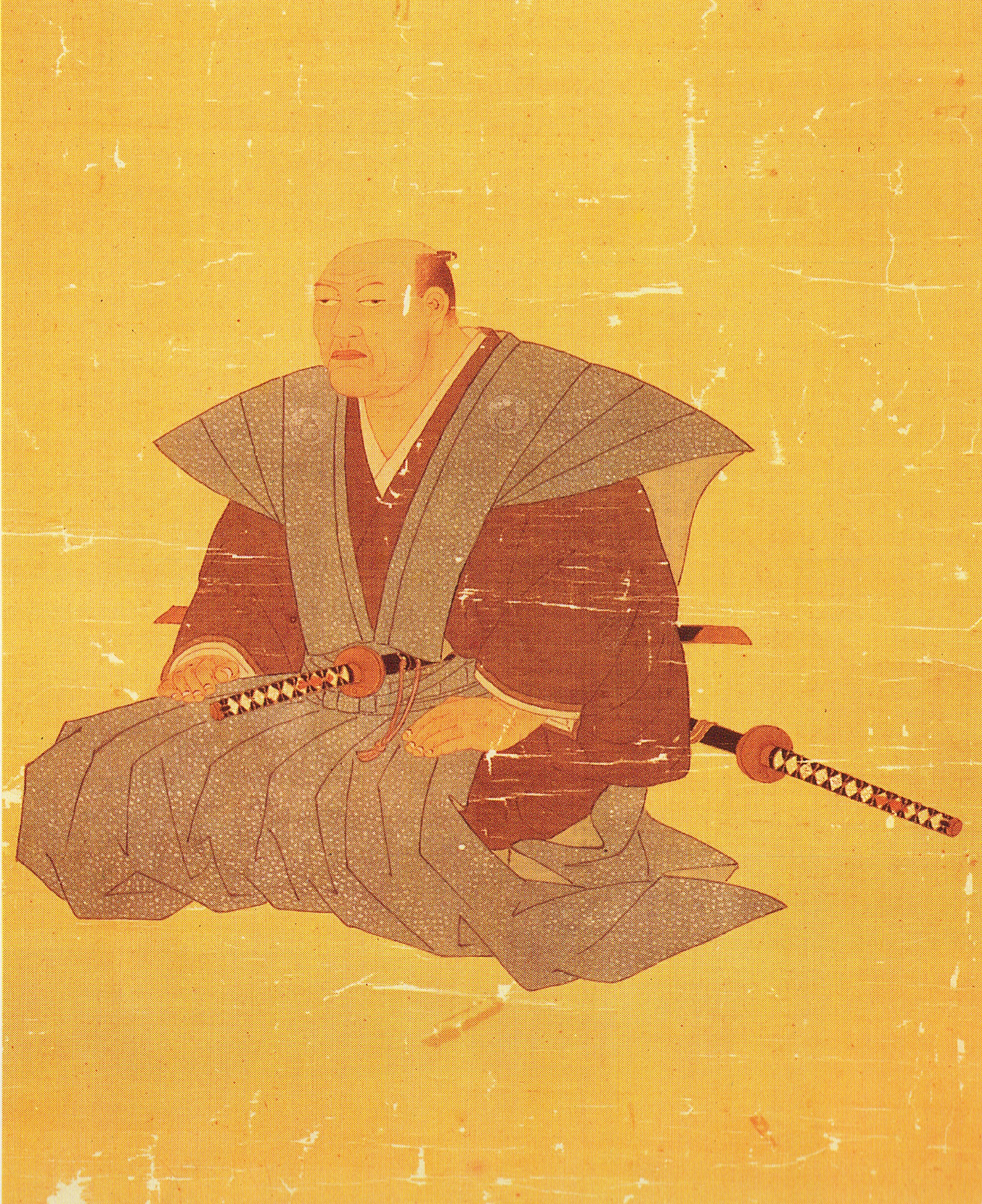
戸賀崎暉芳像(個人蔵)

戸賀崎 暉芳（とがざき てるよし、1744年2月14日（延享元年1月1日） - 1809年6月23日（文化6年5月11日））は、日本の江戸時代の兵法家であり、神道無念流の剣客。通称、熊太郎。号、知道軒。

## 経歴
戸賀崎氏は矢田義清の孫で、広沢義実の子戸賀崎義宗が武蔵国埼玉郡、戸賀崎蔵人三郎と称したのに始まるとされ、義宗から9代目に当たる戸賀崎義氏（隼人）が1581年（天正9年）に清久村（現・埼玉県久喜市）に移り、義氏から8代目が暉芳であるという。
暉芳は16歳のときに福井嘉平（兵右衛門）に入門し、21歳で免許皆伝を授けられた。1764年（明和元年）久喜に帰郷して道場を開いた。江戸四谷にあった嘉平の道場は経営難だったため、暉芳が帰郷して清久村に自分の道場を開いたとき、師の嘉平を後見役として引き取り、嘉平が死ぬまで面倒を見た。
1778年（安永7年）、35歳の時に再び江戸に出て、麹町裏二番町に道場を開いた。
1783年（天明3年）10月、大橋富吉という農民出身の男が牛込肴町の行元寺前において親の仇を討ち取った。文人の大田南畝（蜀山人）は行元寺の境内に仇討ちの隠語碑を建て、のち行元寺が移転した目黒町谷戸西大崎町4丁目（現・品川区西五反田4丁目）に現在も残る。この富吉を暉芳の道場が援助し、仇討ちの際に、岡田吉利（十松）ら暉芳の門人が助太刀していたことで、戸賀崎道場が脚光を浴びることになった。暉芳はこの顛末について『天明復讐美談』を書き残しており、巷間でも『敵討農家功夫伝』と題する実録本が流布した。
1795年（寛政7年）、暉芳は岡田吉利に道場を譲り清久村に帰る。1809年（文化6年）に死去。享年66。

## 神道無念流の道統
暉芳の後、神道無念流は岡田吉利の「撃剣館」系、熊太郎の子の戸賀崎胤芳（2代目熊太郎）の直系と大きく二つの流れがある。詳しくは神道無念流の項を参照のこと。
岡田からは斎藤善道（弥九郎）、鈴木重明（八郎、鈴木派）の二人が傑出、そのほか江川三郎左衛門、渡辺崋山、藤田東湖、北川俊亮（神刀無敵流）、宮本佐一郎、芹沢鴨、金子健四郎らが出た。
暉芳の直系からは、胤芳（2代熊太郎、有道軒）－芳栄（3代熊太郎、喜道軒）－芳武（4代熊太郎、尚道軒）と続き、5代保之進（好道軒）のときに道場が廃された。